# Dendrobium neglectum
Dendrobium neglectum är en orkidéart som beskrevs av François Gagnepain. Dendrobium neglectum ingår i släktet Dendrobium, och familjen orkidéer. Inga underarter finns listade i Catalogue of Life.